# Indus
Ind (Sindh, Indus) este cel mai mare și important fluviu din Pakistan. Izvorăște din Podișul Tibet (China), de la 5.300 m altitudine, parcurge nord vestul Indiei și străbate lanțul munților Himalaya, separă munții Hindukush deHimalaya Înaltă, se îndreaptă spre SSV, curge pe teritoriul Pakistanului, prin câmpia Indo-Gangetică, trece prin Dera Ismail Khăn, Sukkur și Hyderabad (Pakistan) și se varsă printr-o deltă de 8.000 km² în Marea Arabiei.

## Istorie
Indul a avut o importanță majoră pentru Asia de Sud încă din vremurile antice. Este menționat în Biblie ca fluviul care izvorăște din Rai, alături de Nil, Eufrat și Tigru. Pe teritoriile pe care a înflorit civilizația de pe valea Indului, au fost ridicate acum 5.000 de ani unele din cele mai vechi orașe din lume. Astăzi, numai tehnica avansată a sistemelor de irigații permite transformarea pământurilor regiunii în ogoare fertile, dar, cu 5.000 de ani în urmă, localnicii cunoșteau deja sistemele de irigație și își construiau casele pe piloni pentru a le proteja de inundațiile cauzate de revărsările fluviului.
Cultura epocii bronzului a înflorit în aceste regiuni, mai ales la Harappa și la Mohenjo Daro. Au apărut numeroase orașe, pe o suprafață întinsă. Ele erau dotate cu sisteme de canalizare, băi publice și grupuri sanitare care beneficiau de propriile conducte de apă. Chiar și în prezent, arheologii mai găsesc aici în timpul lucrărilor de excavație mici obiecte decorative și basoreliefuri reprezentând motive religioase și animaliere. Semnul distinctiv al culturii Indului sunt sigiliile din steatit produse în mari cantități. Inscripțiile de pe acestea nu au fost descifrate nici până astăzi.

## Geografie
Indul, cel mai lung curs de apă din Asia de Sud, își începe călătoria sub numele de Sengge Chu, în Munții Gangdise Shan din lanțul Transhimalaya. Izvoarele sale se află pe teritoriul Chinei, nu departe de granița cu Nepalul. Fluviul șerpuiește apoi pe teritoriul brăzdat de râpe adânci al fostului Regat al Kashmirului (în prezent disputat de India și Pakistan), care aparține acum în mare măsură Indiei. La granița dintre cele două state se strecoară printre Munții Hindukush și Munții Himalaya și ocolește pe la nord Vârful Nanga Parbat (8.125 m), spaima tuturor alpiniștilor. În apropiere de Attock, fluviul scapă, în sfârșit, din corsetul munților. El parcurge teritoriul Pakistanului pe o distanță de 1.000 de kilometri. Deoarece orașele importante ale acestei țări sunt înșirate pe cursul fluviului, se poate afirma fără exagerare că Indul este "aorta" Pakistanului. Astfel de comparații nu sunt bine primite în India, aflată de multă vreme în conflict cu statul vecin. În apropierea orașului Hyderabad din sud, apele Indului formează o deltă uriașă. Karachi, cel mai mare oraș din țară și principalul port al fluviului, este situat la marginea de nord-vest a deltei.

## Clima
Clima este subtropicală aridă în nord și tropicală secetoasă în sudul Pakistanului.

## Galerie imagini

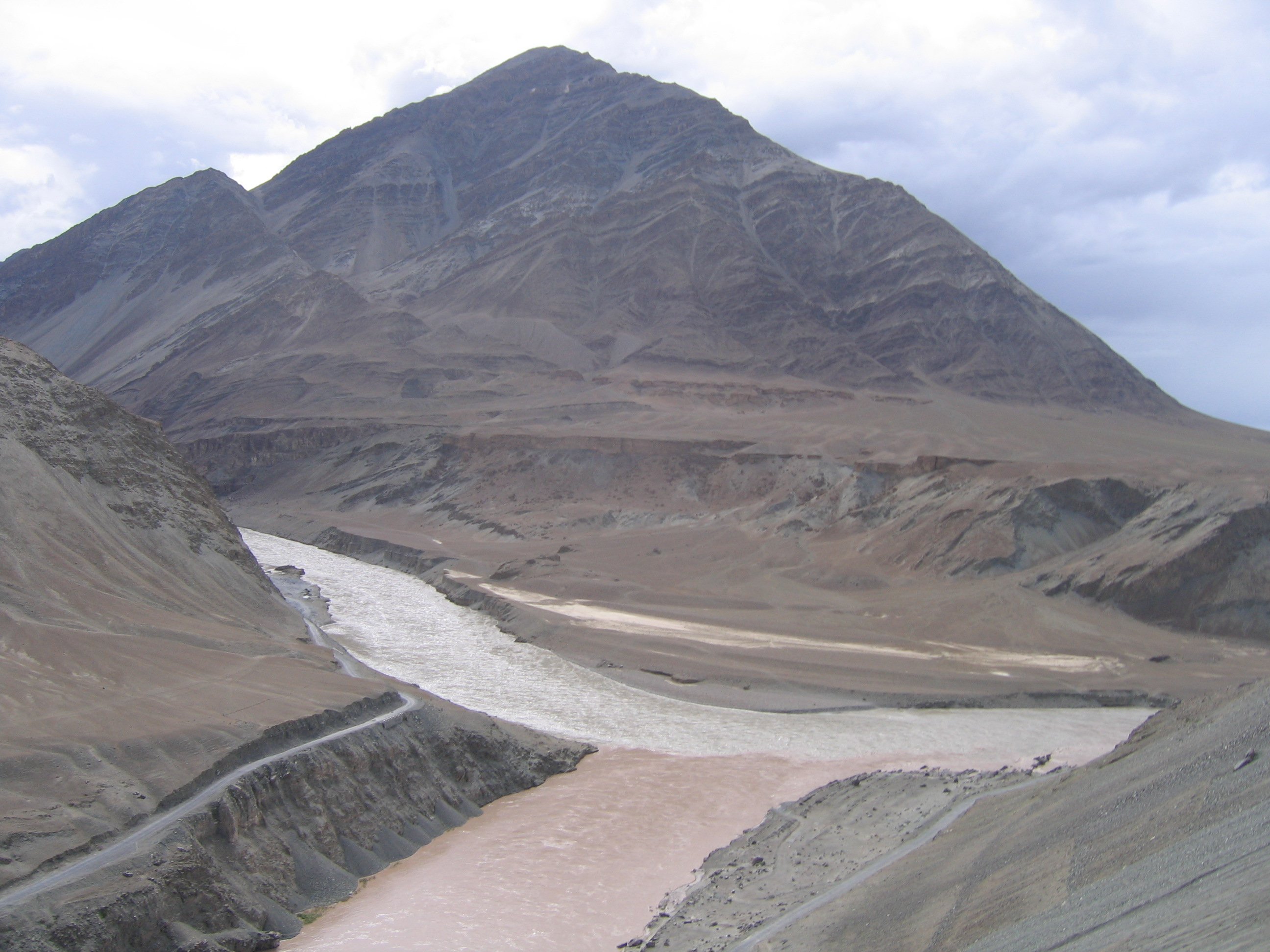
Indul la confluenţa cu Zanskar
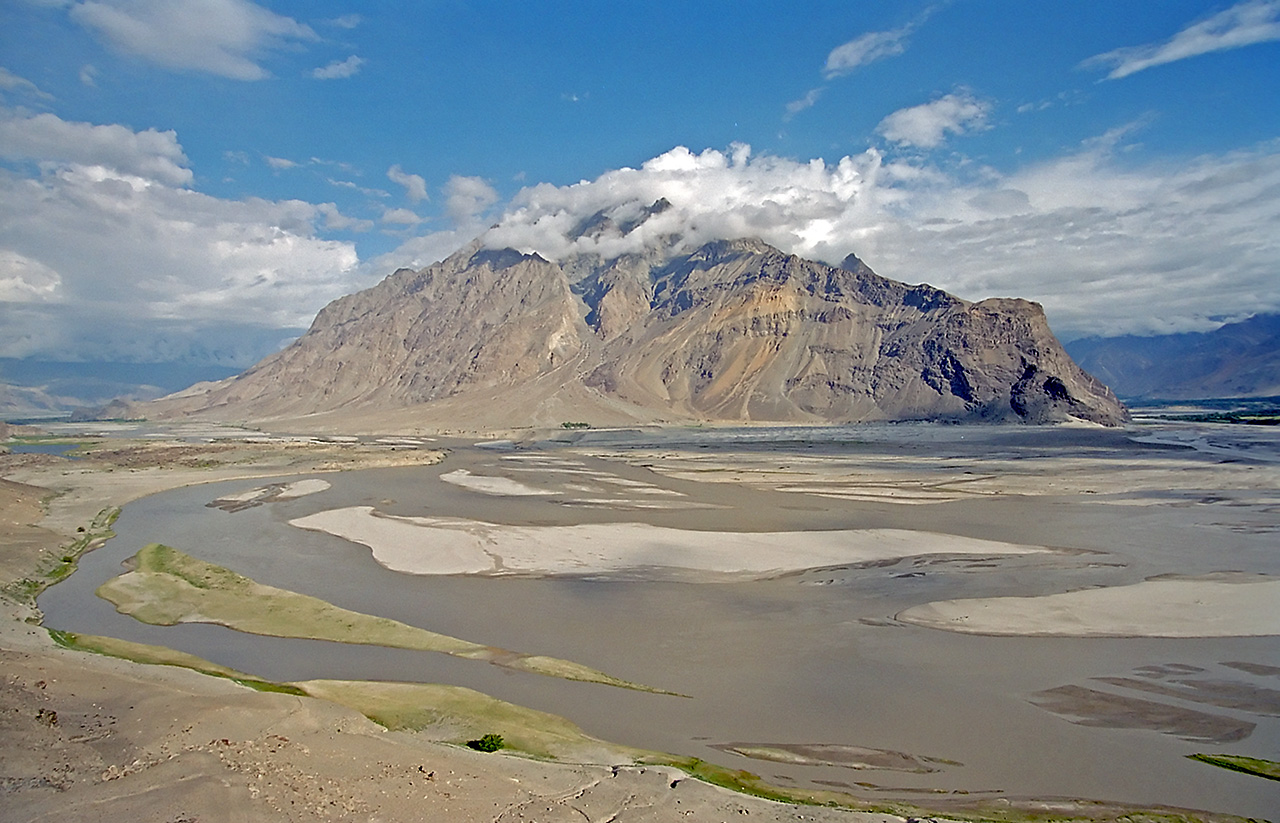
Indul la Skardu